# 존 휴볼트
존 코르넬리우스 휴볼트(John Houbolt, 1919년 4월 10일 ~ 2014년 4월 15일)는 항공우주공학 공학자로 인간의 월면에 착륙시키고 성공적으로 지구로 귀환시키는데 사용된 개념인 달궤도 랑데부 (LOR) 임무모드를 지지하는 팀을 이끈 것으로 알려져 있다. 이 운항 경로는 1961년 6월 베르터 폰 브라운이 처음 승인했으며 1962년 초 아폴로 계획에 채택되었다. LOR 모드를 사용하기로 한 결정은 존 F. 케네디 대통령이 제안한대로 인간을 1960년대말까지 인간을 월면에 착륙시키는데 필수적인 것으로 평가되고 있다. LOR을 이용하여 아폴로 계획에서는 기존의 로켓 기술을 효율적으로 사용할 수 있어 시간과 수십억 달러의 비용을 절약할 수 있었다.